# Луговой, Александр Михайлович
Александр Михайлович Луговой (23 октября 1904, Вознесенск, Херсонская губерния — 15 октября 1973, Вознесенск, Николаевская область) — организатор сельского хозяйства Украинской ССР, председатель колхоза «Прогресс» Вознесенского района Николаевской области, Герой Социалистического Труда (1958).
Избирался депутатом Верховного Совета СССР 5-го (1962—1966) созыва, а также делегатом Всесоюзного съезда колхозников.

## Биография
Родился 23 октября 1904 года в г. Вознесенск Николаевской обл. Елизаветградского уезда Херсонской губернии Российской империи (ныне — город областного значения в Николаевской области), семья была многодетная 8 детей (5 сыновей,3 дочери), отец умер рано и мать одна воспитывала детей. Поэтому он, как старший, помогал матери.
По окончании четырехлетней земской школы с «Похвальным листом», он поступил в Николаевское техническое училище (нынешний Национальный кораблестроительный университет, из которого, по окончании первого курса, выбыл, по причине отсутствия средств на обучение. Затем два года (с 1921 по 1922 год) проучился в Вознесенской профтехнической школе на механическом отделении.
Трудовую деятельность начал в 1922 году слесарем депо железнодорожной станции Вознесенск. Потом некоторое время ездил кочегаром, помощником машиниста на паровозе, а затем работал мотористом на водокачке (1-я насосная Бугского водопровода), принадлежащей железнодорожному ведомству. Откуда в 1925 году был призван в РККА, на действительную военную службу в 4-й железнодорожный полк г. Овруч, и в 1928 году после трех лет пребывания в армии вернулся в село Натягайловка (ныне район г. Вознесенск) и сразу же, собрав инициативную группу, приступил к организации сельхозартели, названной им «Прогресс». В дальнейшем, при проведении массовой коллективизации, в неё влились все крестьяне села, сохранив первоначальное наименование сельхозартели «Прогресс». Был членом правления колхоза и зав. отраслью овощеводства, одновременно и бригадиром по нефтяным двигателям, которых было несколько штук, и с которыми он был хорошо знаком, имея уже некоторые технические познания по своей предыдущей работе на водокачке и службе в Красной армии. В дальнейшем его перевели в контору на должность помощника бухгалтера, откуда он и ушел на войну в 1941 году.
С началом Великой Отечественной войны в 1941 году вновь призван в ряды РККА. в первые дни Великой Отечественной войны ушёл на фронт. За годы войны прошёл путь от сержанта до старшего лейтенанта. Был командиром роты, занимал должность помощника начальника штаба по строевой части и кадрам 432-го батальона аэродромного обеспечения 23-го района авиационного базирования, позже начальником штаба батальона аэродромного обслуживания («БАО»). Служил в первой армии Украинского фронта. Освобождал Австрию, Чехословакию, Венгрию, Перемещаясь вместе с аэродромами, дошел до Берлина, участвовал в штурме Рейхстага.
Награждён орденом «Красной звезды», медалями «За оборону Кавказа», «За освобождение Праги», «За взятие Берлина», «За победу над Германией в Великой Отечественной войне 1941—1945 гг.» и др.
Член ВКП(б) с 1944 года.
В конце 1946 году был демобилизован и возвратился домой в звании старшего лейтенанта. В армии он стал членом партии. При постановке на учет ему предложили возглавить колхоз, который находился в состоянии крайнего упадка. С большой опаской он принял настоятельное предложение райкома и стал председателем колхоза, «крёстным отцом» которого он стал почти 20 лет тому назад, дав ему название «Прогресс». Вокруг него собрался здоровый актив. В основном это были почти ровесники, соученики по начальной школе, некоторые из них являлись бригадирами, демобилизованными воинами и, видя в лице председателя честного, справедливого, грамотного, трезвого руководителя, дружно вытянули из «трясины» колхоз и подняли его ввысь. За короткое время колхоз стал передовым в районе и одним из передовых колхозов области.
За заслуги перед Родиной в годы ВОВ, особые заслуги в развитии сельского хозяйства, внедрение в производство достижений науки и передового опыта, достигнутые успехи в развитии колхозного строительства Указом Президиума Верховного Совета СССР от 26 февраля 1958 года ему было присвоено звание «Героя Социалистического труда», с награждением орденом «Ленина» и «Золотой медалью Героя Социалистического Труда». Колхоз «Прогресс» во время его руководства неоднократно принимал участие на ВДНХ (выставка достижений народного хозяйства) СССР в Москве. За успехи в труде награждён «Большой Золотой», «Малой Золотой», «Большой Серебряной», «Большой Бронзовой» и «Малой Бронзовой» медалями ВДНХ СССР, орденом «Знак Почёта» и многими другими медалями.
В 1958 году избирался депутатом Верховного Совета СССР (Совета национальностей) 5-го созыва, а также в 1969 году делегатом III-го Всесоюзного съезда колхозников.
Председателем колхоза «Прогресс» проработал 23-и года.
Он жил работой, любил людей и они его за это ценили, сочиняли песни о нём.
В свободные минуты, часто рассказывал о своих боевых товарищах, и особенно как им тяжело было прощаться с погибшими однополчанами. Он благодарил судьбу, что остался жив и посвятил свою жизнь не только работе но и своим детям и внукам, родным.
Умер 15 октября 1973 года.
После смерти его именем названа улица в городе Вознесенск, по которой он всегда любил ходить на работу. В день победы к нему на могилу приходят ветераны войны и труда и вспоминают былые дни…

## Награды
Указом Президиума Верховного Совета СССР от 26 февраля 1958 года Луговому Александру Михайловичу присвоено звание Героя Социалистического Труда с вручением ордена Ленина и золотой медали «Серп и Молот».
Также награжден орденами Красной Звезды (18.05.1945), «Знак Почета» и медалями.